# زواره پسر زال
زواره، پسر زال، یکی از پهلوانان شاهنامه است. او و برادرش رستم به دست برادر ناتنی‌شان شغاد کشته شدند. او از کین خواهان خون سیاوش بود و هنگام حمله ایرانیان به کین سیاوش همراه رستم بود وقتی سرخه پسر افراسیاب اسیر گشت زواره او را مانند گوسفند سر برید سرش را بر تشت نهاد همانگونه که سیاوش را گروی زره سر بریده بود.

## زواره در شاهنامه
حضور زواره در میدان‌های جنگ ایران و توران با جنگ هفت گردان آغاز می‌شود که در آن جنگ با گرز الکاس از اسب به زمین می‌افتد. هنگامی که الکاس تورانی برای سربریدن او از اسب به زمین می‌آید با نهیب و حملهٔ رستم به الکاس؛ الکاس از کشتن او دست می‌کشد و به جنگ رستم می‌رود.
 
| بینداخت الکوس گرزی چو کوه |  | که از بیم او شد زواره ستوه |

زمانیکه سهراب در میدان نبرد به‌دست رستم کشته شد و همهٔ افراد لشکری و کشوری از ایران و زابل سوگوار شدند، جنگ با توران نیمه کاره رها شد و کیکاووس پس از دلجویی از رستم به ایران بازگشت رستم و گردانش در دشت نبرد در پی راه چاره‌ای برای خبر دادن و بردن جسد سهراب به زابل نزد زال بستگان اندیشه کردند.
پیش از بازگشت لشکر ایران به موطن، زواره به امر رستم نزد هومان پسر ویسه برفت و او را از اینکه به سهراب نشانی از پدرش نداده وعده مؤاخذه و انتقام نمود. هومان در جواب زواره گفت که هجیر ایرانی نزد سهراب بود و عمداً از احراز هویت پدر بر پسر مانع شد. چون خبر به رستم رسید خواست هجیر را هلاک نماید امّا میانجیگران مانع کار او شدند و رستم او را واگذاشت. رستم به کیکاووس پس از دلجویی او چنین گفت:
| بدو گفت رستم که او خود گذشت |  | نشستست هومان درین پهن دشت    |
| ز توران سرانند و چندی ز چین |  | ازیشان به دل در مدار ایچ کین |
| زواره سپه را گذارد به راه   |  | به نیروی یزدان و فرمان شاه   |

### مرگ زواره
مرگ زواره هنگام و مانند مرگ رستم با ترفند شغاد بود زواره به چاهی دیگر افتاد و جان داد:
| زواره به چاهی دگر در بمرد |  | سواری نماند از بزرگان و خرد |